# Caohekou (köpinghuvudort i Kina, Liaoning Sheng, lat 40,88, long 123,90)
Caohekou är en köpinghuvudort i Kina. Den ligger i provinsen Liaoning, i den nordöstra delen av landet, omkring 110 kilometer söder om provinshuvudstaden Shenyang. Antalet invånare är 22 801. Befolkningen består av 11 011 kvinnor och 11 790 män. Barn under 15 år utgör 9,0 %, vuxna 15-64 år 79 %, och äldre över 65 år 11,0 %.
Runt Caohekou är det ganska tätbefolkat, med 93 invånare per kvadratkilometer. Närmaste större samhälle är Tongyuanpu, 9,7 km söder om Caohekou. I omgivningarna runt Caohekou växer i huvudsak blandskog.
Genomsnittlig årsnederbörd är 1 241 millimeter. Den regnigaste månaden är juli, med i genomsnitt 373 mm nederbörd, och den torraste är januari, med 9 mm nederbörd.